# Эрнандес Родригес, Николас
Никола́с Эрна́ндес Родри́гес (исп. Nicolás Hernández Rodríguez) (род. 18 января 1998 года в Вильявисенсио) — колумбийский футболист, центральный защитник аргентинского клуба «Банфилд».

## Биография
Николас Эрнандес — воспитанник академии «Атлетико Насьоналя». Однако на взрослом уровне он дебютировал за «Реал Сан-Андрес», куда был отдан в аренду в 2018 году. 11 февраля он вышел в основном составе своей команды в гостевой игре Категории Примеры B против «Боки Хуниорс Кали». Хозяева выиграли со счётом 3:1.
В аренде Эрнандес регулярно получал игровую практику, и в начале 2019 года вернулся в распоряжение «Атлетико Насьоналя». 27 января он дебютировал в колумбийской Примере в домашнем матче против «Онсе Кальдас» (0:0). В июле того же года вновь отправился в аренду — в «Индепендьенте Санта-Фе», где и провёл всю вторую половину сезона. Аренда в столичный клуб была довольно неожиданной для игрока. Согласно данным колумбийских СМИ, на уходе из защитника из команды настоял тренер Хуан Карлос Осорио, которому не понравилась излишняя активность агента Эрнандеса. После возвращения в «Атлетико» игроку не предоставили шансов сыграть в основе, но и вновь отдавать в аренду в «Санта-Фе» не стали, поэтому он пропустил весь сезон, не сыграв ни одного матча в чемпионате.
В августе 2021 года подписал контракт с бразильским «Атлетико Паранаэнсе» на один год. С конца сентября закрепился в основном составе «урагана». Помог своей команде выйти в финал Кубка Бразилии. Сыграл два матча в розыгрыше Южноамериканского кубка, который его команда в итоге выиграла. В том числе колумбиец вышел в стартовом составе финального матча против «Ред Булл Брагантино».

## Титулы и достижения
- Финалист Кубка Бразилии (1): 2021 (турнир продолжается)
- Обладатель Южноамериканского кубка (1): 2021